# Departamento de Presidente Hayes
Presidente Hayes es uno de los diecisiete departamentos que, junto con Asunción, distrito capital, forman la República del Paraguay. Su capital es la ciudad de Villa Hayes en virtud de una ley del Congreso Nacional de 1999 en reemplazo de Pozo Colorado. 
Está ubicado al sur de la región occidental del país, limitando al norte con el departamento del Alto Paraguay; al este con el río Paraguay que lo separa de los departamentos de Concepción, San Pedro, Cordillera, Central y Asunción, distrito capital; al sur con el río Pilcomayo que lo separa de la provincia de Formosa (Argentina); y al oeste con Boquerón. Con 123 313 habitantes en 2022 es el departamento más poblado de la región occidental; con 72 907 km², es el tercero más extenso —por detrás de Boquerón y Alto Paraguay—; y con 1,7 hab/km², es el tercero menos densamente poblado, por delante de Boquerón y Alto Paraguay.
El departamento fue nombrado en honor al Presidente de los Estados Unidos Rutherford B. Hayes, quien fue árbitro en la disputa de límites entre Paraguay y Argentina después de la guerra de la Triple Alianza (Laudo Hayes).

## Historia
En épocas de la colonia, debido a la violencia de las tribus que habitaban la zona, se hizo muy difícil el poblamiento de la región. Los pocos pueblos y misiones que se asentaron en la región, tuvieron que abandonar el lugar, por ejemplo: Melodía, Timbó, Naranjay y Remolinos.
Solamente el Fuerte Borbón, hoy Fuerte Olimpo, fue el que soportó la vida en la región, fue fundado durante el gobierno de Alos y Brú para contener el avance de los portugueses.
Ya durante la época independiente, colonos franceses se asentaron en el lugar con la intención de poblar el lugar, pero tampoco tuvieron éxito, solo algunas personas quedaron y formaron lo que más tarde se llamó «Villa Occidental» (actual Villa Hayes).
Recibió el nombre de Presidente Hayes, una vez culminada la guerra de la Triple Alianza, en honor al presidente de los EE. UU., Rutherford B. Hayes, quien intercedió a favor del Paraguay para conservar el territorio en disputa con Argentina.
En el año 1906, cuando se realizó la primera división política del Paraguay, se separó en dos regiones, la Oriental y la Occidental, esta última estuvo dividida en comandancias militares que dependían del Ministerio de Guerra y Marina.

## Geografía

### Límites

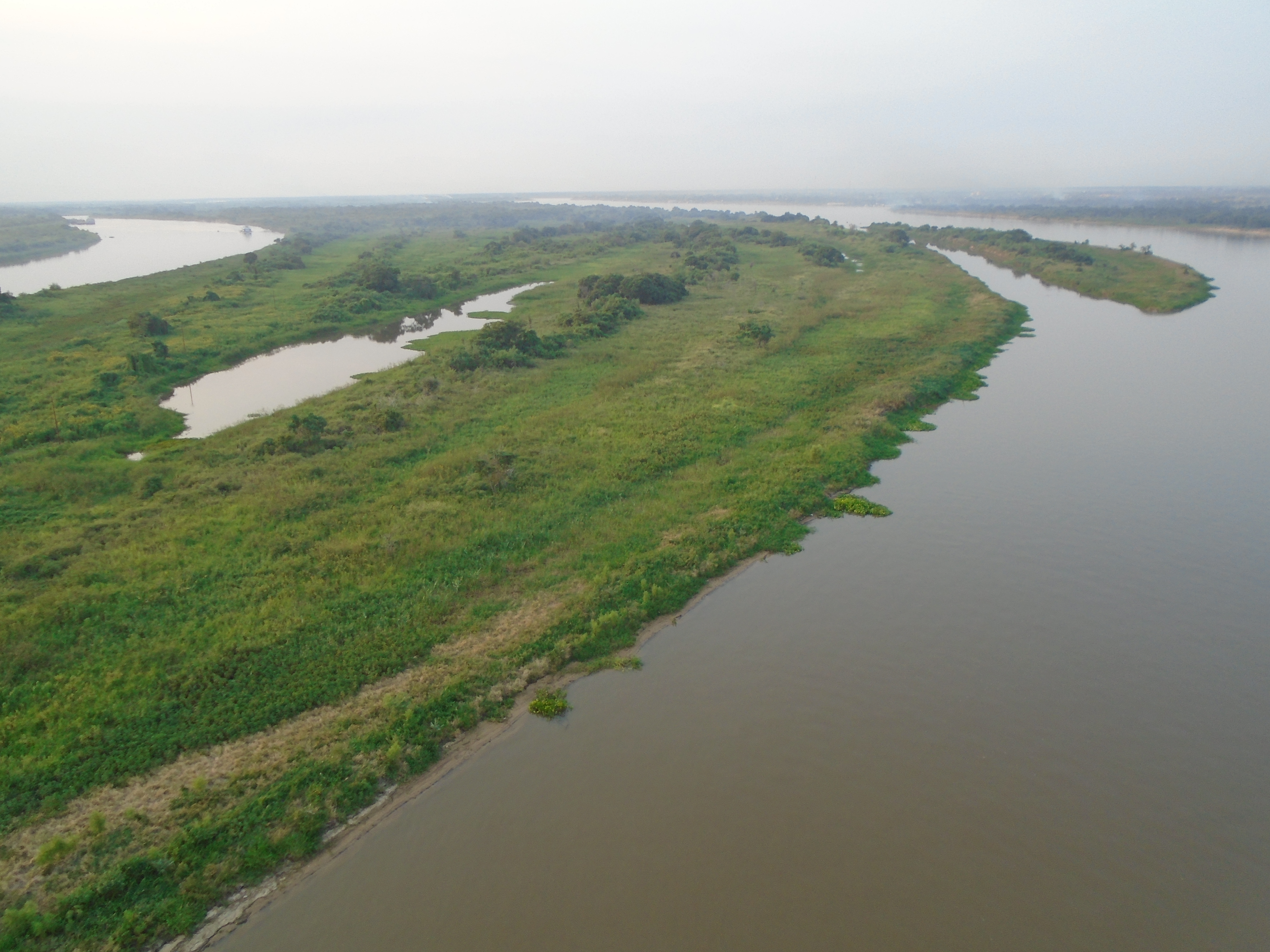
Orilla occidental del río Paraguay, perteneciente al departamento de Presidente Hayes. Vista desde el puente Nanawa, que lo conecta con el departamento de Concepción.

Situada entre los paralelos 22°30′ y 25°20′ de latitud sur y los meridianos 57°20′ y 61°0′ de longitud oeste.
- Al norte: el Departamento de Alto Paraguay, separado por el camino formado por las vías del ferrocarril desde el "km 169" hasta el "km 26"; desde este último punto se encuentra separado por una línea recta que va hasta el río Paraguay.

- Al sur: la República Argentina, de la que está separado por el río Pilcomayo, desde su desembocadura en el río Paraguay hasta la Misión de San Lorenzo.

- Al este: los departamentos de Concepción, San Pedro, Cordillera y Central, separado por el río Paraguay desde la desembocadura del río la Paz hasta el río Pilcomayo.

- Al oeste: el Departamento de Boquerón, separado por el camino que une la Misión de San Lorenzo con los fortines Gral. Díaz, Ávalos Sánchez, Zenteno, Dr. Gaspar Rodríguez de Francia, Boquerón, Isla Poí y Casanillo; desde este punto una línea recta hasta el "km 169" del camino formado por las vías del ferrocarril.

### Orografía
Los tipos de suelo pueden clasificarse en dos clases: al este, la depresión oriental con depósitos fluviales con suelos finos y a veces predominan los salinos y solonetz fleicos y planosoles solodicos.
Al sur, hacia el río Pilcomayo, la llanura de inundación con suelos calcáreos, sobre el río Paraguay son suelos fluviosoles eutricos. Los cerros Confuso, Siete Cabezas y Galván son elevaciones pequeñas.

### Hidrografía

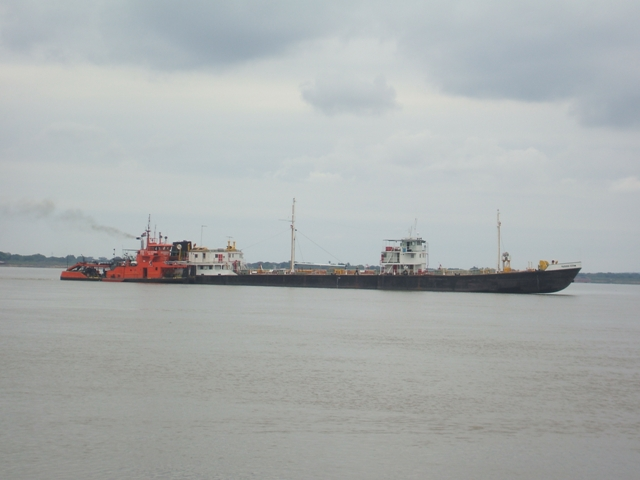
Barco en el río Paraguay, desde el mirador de Villa Hayes.

Por el este, el río Paraguay bordea todo el departamento, sus afluentes, el río Pilcomayo, el San Carlos, Siete Puntas, Negro, Verde, Montelindo, Aguaray Guazú y el Confuso. Al sur, está el estero Patiño.
En el departamento, el parque nacional Tinfunqué es de gran atractivo para los turistas, tiene una extensión de 280 000 ha.
En la región de Presidente Hayes suelen tenerse inundaciones por desborde los ríos, solo en Villa Hayes, las tierras son más elevadas.
Ninguno de los afluentes del río Paraguay son navegables para grandes embarcaciones.

### Flora
Cuatro biomas chaqueños se encuentran en este departamento: la Llanura de inundación del río Paraguay, Pozo Azul, Laguna Salada y la llanura de inundación del río Pilcomayo.
El desvío del río Pilcomayo ha producido varios cambios en los hábitos de los lugareños, la sequía de la región produce la migración de los jacarés a zonas más húmedas, así como la proliferación de enfermedades silvestres.
Las especies vegetales en peligro de extinción son: el timbó, samu´u, quebracho blanco y colorado y el karanday. Entre las especies animales: el carpincho, el jurumi, jacaré y el tapir.
Se puede hallar la serpiente llamada comúnmente ñandurire Sibynomorphus mikanii. Es totalmente inofensiva al ser aglita (no tiene dientes para morder). Muchos piensan que es venenosa porque cuando es pequeña la confunden con la jarara.

### Clima
El clima del departamento se divide en dos: el sur posee un clima semitropical semiestépico (Cfa), mientras que al norte, de acuerdo con la clasificación climática de Köppen, el clima es clima tropical de sabana (Aw), con temperaturas más elevadas y precipitaciones más reducidas al norte. Los inviernos varían entre templado y cálido de sur a norte, con excepcionales heladas, mientras que los veranos son calurosos, con máximas medias de hasta 39 °C en los meses más calientes.
Las precipitaciones van de 1300 mm. anuales hacia el sur hasta menos de 1000 mm. al norte del departamento.

## Demografía
| POBLACIÓN HISTÓRICA DEL DEPARTAMENTO DE PRESIDENTE HAYES     | POBLACIÓN HISTÓRICA DEL DEPARTAMENTO DE PRESIDENTE HAYES | POBLACIÓN HISTÓRICA DEL DEPARTAMENTO DE PRESIDENTE HAYES | POBLACIÓN HISTÓRICA DEL DEPARTAMENTO DE PRESIDENTE HAYES | POBLACIÓN HISTÓRICA DEL DEPARTAMENTO DE PRESIDENTE HAYES |
| N.º                                                          | Año                                                      | Habitantes                                               | Crecimiento Intercensal                                  | Censo de Población o Estimaciones                        |
| ------------------------------------------------------------ | -------------------------------------------------------- | -------------------------------------------------------- | -------------------------------------------------------- | -------------------------------------------------------- |
| SIGLO XX                                                     |                                                          |                                                          |                                                          |                                                          |
| 1.º                                                          | 1950                                                     | 23 490                                                   | Sin cambios                                              | Censo paraguayo de 1950                                  |
| 2.º                                                          | 1962                                                     | 29 870                                                   | + 27,1 %                                                 | Censo paraguayo de 1962                                  |
| 3.º                                                          | 1972                                                     | 38 439                                                   | + 28,6 %                                                 | Censo paraguayo de 1972                                  |
| 4.º                                                          | 1982                                                     | 33 021                                                   | - 14,1 %                                                 | Censo paraguayo de 1982                                  |
| 5.º                                                          | 1992                                                     | 64 417                                                   | + 95,0 %                                                 | Censo paraguayo de 1992                                  |
| SIGLO XXI                                                    |                                                          |                                                          |                                                          |                                                          |
| 6.º                                                          | 2002                                                     | 82 493                                                   | + 28,0 %                                                 | Censo paraguayo de 2002                                  |
| 7.º                                                          | 2012                                                     | 109 818                                                  | + 33,1 %                                                 | Censo paraguayo de 2012                                  |
| 8.º                                                          | 2022                                                     | 123 313                                                  | + 15,5 %                                                 | Censo paraguayo de 2022                                  |
| Fuente: Instituto Nacional de Estadística del Paraguay (INE) |                                                          |                                                          |                                                          |                                                          |

Evolución histórica de la población 
del Departamento de Presidente Hayes según 
 los censos paraguayos (1950-2022)
Fuente: Instituto Nacional de Estadística del Paraguay (INE)

## División administrativa
El departamento de Presidente Hayes se divide actualmente en 10 municipios: 
| #  | Distritos                               | Población (2022) |
| -- | --------------------------------------- | ---------------- |
| 1  | Benjamín Aceval                         | 22.008           |
| 2  | José Falcón                             | 3.693            |
| 3  | General José María Bruguez              | 2.491            |
| 4  | Nanawa                                  | 6.005            |
| 5  | Nueva Asunción                          | 3.172            |
| 6  | Puerto Pinasco                          | 9.241            |
| 7  | Campo Aceval                            | 5.848            |
| 8  | Teniente Primero Manuel Irala Fernández | 20.145           |
| 9  | Teniente Esteban Martínez               | 2.743            |
| 10 | Villa Hayes                             | 47.967           |
| #  | Presidente Hayes                        | 123 313          |

## Economía
Presidente Hayes ocupa el primer lugar en ganado vacuno, para producción de carne, el segundo en ganado equino.
Los pobladores se dedican modestamente a la agricultura, ocupa el tercer lugar en cuanto a la producción de sorgo para grano, otros rubros son: algodón y caña de azúcar.
En Villa Hayes y Benjamín Aceval, se destaca la producción de caña dulce. En Benjamin Aceval funciona la Azucarera Censi y Pirota. Funcionan además aserraderos, fábricas de cerámica y acerías. ACEPAR, Aceros del Paraguay, importante empresa siderúrgica del país, se encuentra en la ciudad de Villa Hayes, aquí se fabrican varillas lisas para estructuras metálicas, construcción, herrería artística, alambres y palanquillas, se produce también cal agrícola y oxígeno gaseoso hospitalario.
Existen fábricas de jabón y de cal en Villa Hayes, además de la planta de la Esso donde se procesa combustibles y lubricantes.

## Infraestructura

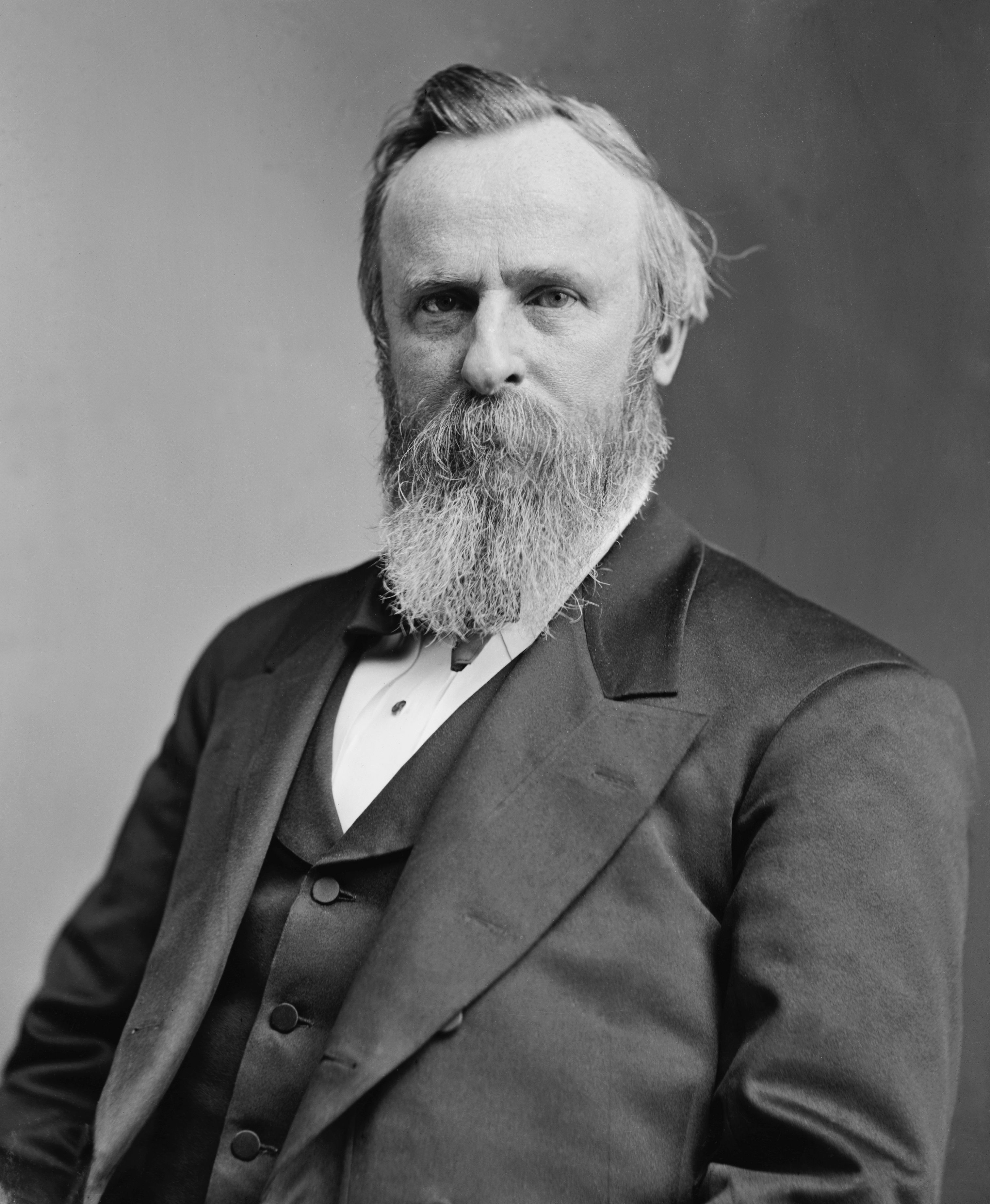
Presidente de los Estados Unidos Rutherford B. Hayes, de quien recibe su nombre dicho departamento.

La ruta PY09 «Carlos Antonio López» o «Transchaco», que inicia en el puente San Ignacio de Loyola y llega a la frontera boliviana, es el eje troncal de comunicación del Departamento, es transitable todo el tiempo.
La ruta PY12 «Vicepresidente Sánchez», que bordea el río Pilcomayo, no es transitable en época de lluvias. 
La ruta PY05, «General Caballero» inicia en Fortín Pilcomayo y termina en Pedro Juan Caballero, cruzando un puente sobre el río Paraguay en Concepción.
Numerosos ramales se interconectan con los distintos puntos del departamento, con el inconveniente de no ser transitadas en épocas de lluvia.
El río Paraguay es la vía de comunicación más utilizada para comunicarse con las localidades ribereñas como Puerto Pinasco. En Puerto Falcón, mediante un puente, es posible la comunicación con la ciudad argentina de Clorinda. En los establecimientos ganaderos, la vía aérea es muy utilizada.
En cuanto a radioemisoras, se cuenta en FM con Radio Villa Hayes y Dyon. En cuanto a la conexión telefónica, hay alrededor de 3200 abonados.
De 16.865 viviendas, 6165 son del área urbana y 10.700 son del área rural, cuentan con los siguientes servicios:
- Energía eléctrica, 39,9%
- Agua corriente, 19,1%
- Baño con pozo ciego, 19,6%
- Recogida de basura, 4,3%

## Educación y Salud
Funcionan en la región, 96 instituciones de enseñanza de nivel inicial; 192 instituciones de educación escolar básica y 29 de educación media.
Existen 38 establecimientos de salud, entre hospitales, puestos y centros de salud.

## Festividades
Son fechas importantes para el Departamento de Presidente Hayes son: el 12 de junio, Día de la Paz del Chaco; el 29 de septiembre, día de la victoria de Boquerón y 12 de noviembre, día de la firma del Laudo Hayes.